# Горюшкин, Николай Иванович
Го́рюшкин Никола́й Ива́нович (1 декабря 1915, село Шарапкино Области Войска Донского — 12 ноября 1945, Москва) — дважды Герой Советского Союза.

## Биография
Родился 1 декабря 1915 года в селе Шарапкино Области Войска Донского (ныне город Свердловск Луганской области, Украина) в семье рабочего.
В Красной Армии с 1937. Окончил Урюпинское военно-пехотное училище в 1941. С июля 1941 до конца Великой Отечественной войны находился в действующей армии на Юго-Западном, Брянском, Центральном, Воронежском и 1 Украинском фронтах. Командовал взводом, ротой, батальоном в 23-й гвардейской мотострелковой бригаде под командованием Дважды Героя Советского Союза Головачёва (7-й гвардейский танковый корпус, 3-я гвардейская танковая армия). В апреле 1945 стал заместителем командира по строевой части соседней 22 гв. мсбр. Участвовал в Курской битве, освобождении Украины и Польши.
При форсировании Днепра рота Горюшкина первой переправилась на западный берег, захватила плацдарм и в упорном бою удержала его до подхода главных сил, чем обеспечила общий успех части и соединения. Указом Президиума Верховного Совета СССР «О присвоении звания Героя Советского Союза генералам, офицерскому, сержантскому и рядовому составу Красной Армии» от 10 января 1944 года за «образцовое выполнение боевых заданий командования на фронте борьбы с немецко-фашистскими захватчиками и проявленные при этом отвагу и геройство» был удостоен звания Героя Советского Союза с вручением ордена Ленина и медали «Золотая Звезда».
Участвовал в освобождении Ченстоховы при поддержке 54 гв. танковой бригады.
Второй медалью «Золотая Звезда» награждён за форсирование реки Одер: с выходом к реке Горюшкин неожиданно для противника переправил свой батальон на другой берег через шлюз. Действуя смело и решительно, батальон овладел важным плацдармом и подготовил переправу танков.
После окончания войны стал слушателем Военной академии в Москве. Погиб в результате несчастного случая 12 ноября 1945.
Похоронен на родине, в городе Свердловске Украины.

## Награды
- Две медали «Золотая Звезда»;
- орден Ленина;
- два ордена Красного Знамени;
- орден Александра Невского;
- медалями.

## Память
В городе Свердловске Луганской области в его честь названы стадион и улица, а также установлен его бронзовый бюст.